# Cmentarz żydowski w Czudcu
Cmentarz żydowski w Czudcu – kirkut znajdujący się w Czudcu w dzielnicy Okop przy ul. Rzeszowskiej. Cmentarz zajmuje powierzchnię 0,37 ha, znajduje się na nim jeden fragment nagrobka.
Cmentarz został założony na przełomie XVIII i XIX wieku. Podczas II wojny światowej hitlerowcy doszczętnie zdewastowali nekropolię. Po zakończeniu wojny cmentarz służył jako teren rolniczy. Teren jest nieogrodzony. Fragmenty nagrobków można znaleźć w korycie potoku przepływającego nieopodal cmentarza.